# AFC West
AFC West è la division occidentale della American Football Conference, nata nel 1970 a seguito della fusione tra American Football League e National Football League ed originariamente formatasi nel 1960 come Western Division della AFL.
Attualmente ne fanno parte:  Kansas City Chiefs, Denver Broncos, Los Angeles Chargers e Las Vegas Raiders.

## Storia
La divisione originale contava 4 membri: i Dallas Texans (trasferitisi nel 1963 a Kansas City col nome di Kansas City Chiefs), i Denver Broncos, i Los Angeles Chargers (trasferitisi nel 1961 a San Diego, poi tornati nel 2017 a Los Angeles) e gli Oakland Raiders. Queste squadre sono rimaste le sole ad aver fatto parte della AFC West dalla loro fondazione fino ad oggi anche nel periodo in cui i Raiders si trasferirono a Los Angeles, dal 1982 al 1984, e poi a Las Vegas dal 2020.
I Cincinnati Bengals, che giocarono le loro due prime stagioni nella AFL West, furono spostati nel 1970 nella AFC Central, chiamata precedentemente NFL Century Division e attualmente AFC North.
Quando nel 1976 iniziarono a giocare i Seattle Seahawks e i Tampa Bay Buccaneers, questi ultimi vennero inseriti nella AFC West e i Seahawks nella NFC West. Dopo un anno Seattle fu spostata nella AFC West e Tampa Bay nella NFC Central. I Seahawks giocarono nella AFC West fino alla riorganizzazione del 2002 quando furono reinseriti nella NFC West ripristinando così la situazione precedente. Dal 2017 i Chargers tornarono alla loro sede di origine di Los Angeles.
Dalla riorganizzazione del 2002, la AFC West è l'unica division delle otto da cui è formata la NFL in cui ognuna delle quattro squadre da cui è composta ha vinto il titolo divisionale nei primi quattro anni: i Raiders nel 2002, i Chiefs nel 2003, i Chargers nel 2004 ed i Broncos nel 2005.
Cronologia della AFC West

## Albo d'oro della AFC West
| Stagione | Squadra              | Record | Risultato nei play-off                |  |
| -------- | -------------------- | ------ | ------------------------------------- |  |
| AFL 1960 | Los Angeles Chargers | 10-4-0 | sconfitta nell'AFL Championship Game  |  |
| AFL 1961 | San Diego Chargers   | 12-2-0 | sconfitta nell'AFL Championship Game  |  |
| AFL 1962 | Dallas Texans        | 11-3-0 | vittoria nell'AFL Championship Game   |  |
| AFL 1963 | San Diego Chargers   | 11-3-0 | vittoria nell'AFL Championship Game   |  |
| AFL 1964 | San Diego Chargers   | 8-5-1  | sconfitta nell'AFL Championship Game  |  |
| AFL 1965 | San Diego Chargers   | 9-2-3  | sconfitta nell'AFL Championship Game  |  |
| AFL 1966 | Kansas City Chiefs   | 11-2-1 | sconfitta nel Super Bowl I            |  |
| AFL 1967 | Oakland Raiders      | 13-1-0 | sconfitta nel Super Bowl II           |  |
| AFL 1968 | Oakland Raiders      | 12-2-0 | sconfitta nell'AFL Championship Game  |  |
| AFL 1969 | Oakland Raiders      | 12-1-1 | sconfitta nell'AFL Championship Game  |  |
| 1970     | Oakland Raiders      | 8-4-2  | sconfitta nell'AFC Championship Game  |  |
| 1971     | Kansas City Chiefs   | 10-3-1 | sconfitta nell'AFC Divisional Playoff |  |
| 1972     | Oakland Raiders      | 10-3-1 | sconfitta nell'AFC Divisional Playoff |  |
| 1973     | Oakland Raiders      | 9-4-0  | sconfitta nell'AFC Championship Game  |  |
| 1974     | Oakland Raiders      | 12-2-0 | sconfitta nell'AFC Championship Game  |  |
| 1975     | Oakland Raiders      | 11-3-0 | sconfitta nell'AFC Championship Game  |  |
| 1976     | Oakland Raiders      | 13-1-0 | vittoria nel Super Bowl XI            |  |
| 1977     | Denver Broncos       | 12-2-0 | sconfitta nel Super Bowl XII          |  |
| 1978     | Denver Broncos       | 10-6-0 | sconfitta nell'AFC Divisional Playoff |  |
| 1979     | San Diego Chargers   | 12-4-0 | sconfitta nell'AFC Divisional Playoff |  |
| 1980     | San Diego Chargers   | 11-5-0 | sconfitta nell'AFC Championship Game  |  |
| 1981     | San Diego Chargers   | 10-6-0 | sconfitta nell'AFC Championship Game  |  |
| 1982     | L.A. Raiders         | 8-1-0  | sconfitta nell'AFC Second Round       |  |
| 1983     | L.A. Raiders         | 12-4-0 | vittoria nel Super Bowl XVIII         |  |
| 1984     | Denver Broncos       | 13-3-0 | sconfitta nell'AFC Divisional Playoff |  |
| 1985     | L.A. Raiders         | 12-4-0 | sconfitta nell'AFC Divisional Playoff |  |
| 1986     | Denver Broncos       | 11-5-0 | sconfitta nel Super Bowl XXI          |  |
| 1987     | Denver Broncos       | 10-4-1 | sconfitta nel Super Bowl XXII         |  |
| 1988     | Seattle Seahawks     | 9-7-0  | sconfitta nell'AFC Divisional Playoff |  |
| 1989     | Denver Broncos       | 11-5-0 | sconfitta nel Super Bowl XXIV         |  |
| 1990     | L.A. Raiders         | 12-4-0 | sconfitta nell'AFC Championship Game  |  |
| 1991     | Denver Broncos       | 12-4-0 | sconfitta nell'AFC Championship Game  |  |
| 1992     | San Diego Chargers   | 11-5-0 | sconfitta nell'AFC Divisional Playoff |  |
| 1993     | Kansas City Chiefs   | 11-5-0 | sconfitta nell'AFC Championship Game  |  |
| 1994     | San Diego Chargers   | 11-5-0 | sconfitta nel Super Bowl XXIX         |  |
| 1995     | Kansas City Chiefs   | 13-3-0 | sconfitta nell'AFC Divisional Playoff |  |
| 1996     | Denver Broncos       | 13-3-0 | sconfitta nell'AFC Divisional Playoff |  |
| 1997     | Kansas City Chiefs   | 13-3-0 | sconfitta nell'AFC Divisional Playoff |  |
| 1998     | Denver Broncos       | 14-2-0 | vittoria nel Super Bowl XXXIII        |  |
| 1999     | Seattle Seahawks     | 9-7-0  | sconfitta nell'AFC Wild Card Game     |  |
| 2000     | Oakland Raiders      | 12-4-0 | sconfitta nell'AFC Championship Game  |  |
| 2001     | Oakland Raiders      | 10-6-0 | sconfitta nell'AFC Divisional Playoff |  |
| 2002     | Oakland Raiders      | 11-5-0 | sconfitta nel Super Bowl XXXVII       |  |
| 2003     | Kansas City Chiefs   | 13-3-0 | sconfitta nell'AFC Divisional Playoff |  |
| 2004     | San Diego Chargers   | 12-4-0 | sconfitta nell'AFC Wild Card Game     |  |
| 2005     | Denver Broncos       | 13-3-0 | sconfitta nell'AFC Championship Game  |  |
| 2006     | San Diego Chargers   | 14-2-0 | sconfitta nell'AFC Divisional Playoff |  |
| 2007     | San Diego Chargers   | 11-5-0 | sconfitta nell'AFC Championship Game  |  |
| 2008     | San Diego Chargers   | 8-8-0  | sconfitta nell'AFC Divisional Playoff |  |
| 2009     | San Diego Chargers   | 13-3-0 | sconfitta nell'AFC Divisional Playoff |  |
| 2010     | Kansas City Chiefs   | 10-6-0 | sconfitta nell'AFC Wild Card Game     |  |
| 2011     | Denver Broncos       | 8-8-0  | sconfitta nell'AFC Divisional Playoff |  |
| 2012     | Denver Broncos       | 13-3-0 | sconfitta nell'AFC Divisional Playoff |  |
| 2013     | Denver Broncos       | 13-3-0 | sconfitta nel Super Bowl XLVIII       |  |
| 2014     | Denver Broncos       | 12-4-0 | sconfitta nell'AFC Divisional Playoff |  |
| 2015     | Denver Broncos       | 12-4-0 | vittoria nel Super Bowl 50            |  |
| 2016     | Kansas City Chiefs   | 12-4-0 | sconfitta nell'AFC Divisional Playoff |  |
| 2017     | Kansas City Chiefs   | 10-6-0 | sconfitta nell'AFC Wild Card Game     |  |
| 2018     | Kansas City Chiefs   | 12-4-0 | sconfitta nell'AFC Championship Game  |  |
| 2019     | Kansas City Chiefs   | 12-4-0 | vittoria nel Super Bowl LIV           |  |
| 2020     | Kansas City Chiefs   | 14-2-0 | sconfitta nel Super Bowl LV           |  |
| 2021     | Kansas City Chiefs   | 12-5-0 | sconfitta nell'AFC Championship Game  |  |
| 2022     | Kansas City Chiefs   | 14-3-0 | vittoria nel Super Bowl LVII          |  |
| 2023     | Kansas City Chiefs   | 11-6-0 | vittoria nel Super Bowl LVIII         |  |
| 2024     | Kansas City Chiefs   | 15-2-0 | sconfitta nel Super Bowl LIX          |  |

## Squadre qualificate conWild Card
| Stagione | Squadra              | Record | Risultato nei play-off                |
| -------- | -------------------- | ------ | ------------------------------------- |
| 1969     | Kansas City Chiefs   | 11-3-0 | vittoria nel Super Bowl IV            |
| 1970     | nessuna              |        |                                       |
| 1971     | nessuna              |        |                                       |
| 1972     | nessuna              |        |                                       |
| 1973     | nessuna              |        |                                       |
| 1974     | nessuna              |        |                                       |
| 1975     | nessuna              |        |                                       |
| 1976     | nessuna              |        |                                       |
| 1977     | Oakland Raiders      | 11-3-0 | sconfitta nell'AFC Championship Game  |
| 1978     | nessuna              |        |                                       |
| 1979     | Denver Broncos       | 10-6-0 | sconfitta nell'AFC Wild Card Game     |
| 1980     | Oakland Raiders      | 11-5-0 | vittoria nel Super Bowl XV            |
| 1981     | nessuna              |        |                                       |
| 1982     | San Diego Chargers   | 6-3-0  | sconfitta nell'AFC Second Round       |
| 1983     | Seattle Seahawks     | 9-7-0  | sconfitta nell'AFC Championship Game  |
| 1983     | Denver Broncos       | 9-7-0  | sconfitta nell'AFC Wild Card Game     |
| 1984     | Seattle Seahawks     | 12-4-0 | sconfitta nell'AFC Divisional Playoff |
| 1984     | L.A. Raiders         | 11-5-0 | sconfitta nell'AFC Wild Card Game     |
| 1985     | nessuna              |        |                                       |
| 1986     | Kansas City Chiefs   | 10-6-0 | sconfitta nell'AFC Wild Card Game     |
| 1987     | Seattle Seahawks     | 9-6-0  | sconfitta nell'AFC Wild Card Game     |
| 1988     | nessuna              |        |                                       |
| 1989     | nessuna              |        |                                       |
| 1990     | Kansas City Chiefs   | 11-5-0 | sconfitta nell'AFC Wild Card Game     |
| 1991     | Kansas City Chiefs   | 10-6-0 | sconfitta nell'AFC Divisional Playoff |
| 1991     | L.A. Raiders         | 9-7-0  | sconfitta nell'AFC Wild Card Game     |
| 1992     | Kansas City Chiefs   | 10-6-0 | sconfitta nell'AFC Wild Card Game     |
| 1993     | L.A. Raiders         | 10-6-0 | sconfitta nell'AFC Divisional Playoff |
| 1993     | Denver Broncos       | 9-7-0  | sconfitta nell'AFC Wild Card Game     |
| 1994     | Kansas City Chiefs   | 9-7-0  | sconfitta nell'AFC Wild Card Game     |
| 1995     | San Diego Chargers   | 9-7-0  | sconfitta nell'AFC Wild Card Game     |
| 1996     | nessuna              |        |                                       |
| 1997     | Denver Broncos       | 12-4-0 | vittoria nel Super Bowl XXXII         |
| 1998     | nessuna              |        |                                       |
| 1999     | nessuna              |        |                                       |
| 2000     | Denver Broncos       | 11-5-0 | sconfitta nell'AFC Wild Card Game     |
| 2001     | nessuna              |        |                                       |
| 2002     | nessuna              |        |                                       |
| 2003     | Denver Broncos       | 10-6-0 | sconfitta nell'AFC Wild Card Game     |
| 2004     | Denver Broncos       | 10-6-0 | sconfitta nell'AFC Wild Card Game     |
| 2005     | nessuna              |        |                                       |
| 2006     | Kansas City Chiefs   | 9-7-0  | sconfitta nell'AFC Wild Card Game     |
| 2007     | nessuna              |        |                                       |
| 2008     | nessuna              |        |                                       |
| 2009     | nessuna              |        |                                       |
| 2010     | nessuna              |        |                                       |
| 2011     | nessuna              |        |                                       |
| 2012     | nessuna              |        |                                       |
| 2013     | Kansas City Chiefs   | 11-5-0 | sconfitta nell'AFC Wild Card Game     |
| 2013     | San Diego Chargers   | 9-7-0  | sconfitta nell'AFC Divisional Playoff |
| 2014     | nessuna              |        |                                       |
| 2015     | Kansas City Chiefs   | 11-5-0 | sconfitta nell'AFC Divisional Playoff |
| 2016     | Oakland Raiders      | 12-4-0 | sconfitta nell'AFC Wild Card Game     |
| 2017     | nessuna              |        |                                       |
| 2018     | Los Angeles Chargers | 12-4-0 | sconfitta nell'AFC Divisional Playoff |
| 2019     | nessuna              |        |                                       |
| 2020     | nessuna              |        |                                       |
| 2021     | Las Vegas Raiders    | 10-7-0 | sconfitta nell'AFC Wild Card Game     |
| 2022     | Los Angeles Chargers | 10-7-0 | sconfitta nell'AFC Wild Card Game     |
| 2023     | nessuna              |        |                                       |
| 2024     | Los Angeles Chargers | 11-6-0 | sconfitta nell'AFC Wild Card Game     |
| 2024     | Denver Broncos       | 10-7-0 | sconfitta nell'AFC Wild Card Game     |

## Partecipazioni totali ai play-off
| Squadra              | Vittorie nella division | Qualificazioni ai play-off | Partecipazioni/vittorie al Super Bowl |
| -------------------- | ----------------------- | -------------------------- | ------------------------------------- |
| Kansas City Chiefs   | 17                      | 27                         | 7/4                                   |
| Denver Broncos       | 15                      | 23                         | 8/3                                   |
| Las Vegas Raiders    | 15                      | 23                         | 5/3                                   |
| Los Angeles Chargers | 15                      | 21                         | 1/0                                   |
| Seattle Seahawks     | 2                       | 5                          | 3/1                                   |